# Lillharun (vid Vänö, Kimitoön)
Lillharun är en ö i Finland. Den ligger i Skärgårdshavet och i kommunen Kimitoön i den ekonomiska regionen  Åboland i landskapet Egentliga Finland, i den sydvästra delen av landet. Ön ligger omkring 69 kilometer söder om Åbo och omkring 170 kilometer väster om Helsingfors. Lillharun ligger 5 meter över havet.
Öns area är 1,5 hektar och dess största längd är 180 meter i nord-sydlig riktning. Det finns inga samhällen i närheten.